# Valérie Trierweiler
Valérie Trierweiler, ursprungligen Valérie Massonneau, född 16 februari 1965 i Angers i Maine-et-Loire, är en fransk journalist. Hon var sambo med Frankrikes president François Hollande från 2007 fram till den 25 januari 2014 då paret separerade efter att Hollande uppmärksammades för att ha en affär med skådespelerskan Julie Gayet.
Hösten 2014 gav hon ut en memoar om sin tid med Hollande, Merci pour ce moment ("Tack för denna tid").